# Kitalált szerzők
Jer Ossian, ködös, homályos énekeddel!
A romantika idején, a XVIII-XIX. században, a modern nemzetté válás értelmiségi lelkesedése sok európai országban létrehozott, illetve hamisított irodalmi szerzőket és műveket, valódinak feltüntetve azokat. Ezek az (általában) tehetséges alkotások, sőt jelentős művek nagy hatással voltak a közönségre és a művészeti közéletre is.
A világirodalomra legnagyobb hatással az Osszián volt. A nem létező ősi kelta bárdot James Macpherson skót szerző találta ki. Osszián Goethére, Herderre, Lönnrotra, Longfellowra, Batsányi Jánosra, Thaly Kálmánra, Petőfire, Aranyra is erősen hatott.
Thomas Chatterton angol költő (1752 – 1770) a soha nem élt Thomas Rowley műveiként XV. századi verseket írt. Václav Hanka (1791-1861) cseh ősköltészetet hozott létre.
Thaly Kálmán, a kuruc költészet nagy ismerője maga is alkotott kuruc dalokat, azokat eredetinek feltüntetve.
A kitalált nagyformátumú szerzőkkel és műveikkel kapcsolatban lassan enyésznek el a délibábos elméletek. Például az oroszok makacsul szeretnék úgy hinni, hogy a Luka Mugyiscsevet Puskin írta, és szeretnék azt hinni, hogy a Csendes Dont nem Solohov, hanem egy ismeretlen fehérgárdista tiszt.
A magyar irodalomban Radnóti Miklós produkált egy fiktív angol szürreális költőt, Eaton Darr-t (visszafelé olvasva: 'radnóti').
Weöres Sándor és Esterházy Péter is kitalált egy-egy szerzőnőt, megírva azok műveit (Lónyai Erzsébet – Psyché, illetve Csokonai Lili). Vagy lásd Parti Nagy Lajos Sárbogárdi Jolánjának A test angyala c. művét.
Babits Mihály, Karinthy Frigyes és Kosztolányi Dezső alkotta meg a Madagaszkár közelében, egy kis szigeten élő és bengáli nyelven alkotó Cecil M. Joepardy személyét. Megírták életrajzát, néhány művét „lefordították”, valamint szellemes vagy esetenként semmitmondó aforizmákat és mondásokat találtak ki, amiket aztán neki tulajdonítottak.
Kitalált szerzői vannak egyes pornográf poémáknak is. Rejtély, hogy ki a Luka Mudiscsev szerzője, akárcsak a magyar Pajzán Toldinak (a közvélekedéssel szemben nem Lőwy Árpád, azaz Réthy László a szerzője).